# SNK Heroines: Tag Team Frenzy
SNK Heroines: Tag Team Frenzy es un videojuego de lucha 2.5D desarrollado por SNK para PlayStation 4, y por Abstraction Games para Nintendo Switch. Fue distribuido por Nippon Ichi Software (bajo NIS América) en Norteamérica y Europa, SNK en Japón, y SEGA en el resto de Asia. Su fecha de lanzamiento para consolas fue el 6 de septiembre de 2018 para Japón, y un día más tarde para el resto del mundo. La versión para máquinas recreativas se lanzó solo en Japón en octubre siguiente, y la versión de Microsoft Windows llegó en febrero de 2019.
Se trata de un videojuego de lucha por equipos de 2 vs 2, que está conformado por heroínas SNK. La historia del juego se sitúa cronológicamente después de The King of Fighters XIV; un misterioso personaje ha capturado a un grupo de chicas y organiza un evento especial que las luchadoras deben superar para lograr su libertad. Yasuyiki Oda, productor de SNK, confirmó que la historia del juego es canon.

## Jugabilidad
SNK Heroines: Tag Team Frenzy es un videojuego de lucha donde el jugador utiliza dos personajes por pelea, un «Atacante» que será el personaje jugable y un «Asistente» que servirá como apoyo del anterior. A diferencia de otros juegos de lucha, no es posible derrotar al enemigo con golpes normales, debe usarse un movimiento especial llamado «Dream Finish». Hay un botón de movimiento que permite proteger al personaje mientras aparecen objetos en la arena de combate.
El juego también ofrece una historia con diferentes diálogos que ocurren dependiendo de los personajes que luchan, así como un modo para luchar en línea y un modo espectador, donde se pueden ver combates de otros jugadores.
Cada personaje dispone de una serie de trajes alternativos y una gran variedad de objetos cosméticos para personalizar la apariencia de cada personaje, desde sombreros, anteojos y alas, hasta tatuajes en estilo pixel, además, se puede elegir entre cuatro diferentes estilos de voz para cada luchadora.  Todos los objetos se pueden desbloquear por medio de la moneda del juego, la cual se consigue ganando combates o completando algunos de los modos de juego.

## Personajes
El juego tiene un total de 14 personajes base, todas provenientes de The King of Fighters XIV con la excepción de King, Whip, Angel, Alice Nakata, Najd, Vanessa y Blue Mary, marcando el regreso de Shermie a la franquicia después de estar ausente desde The King of Fighters 2002.
- Athena Asamiya
- Kula Diamond
- Leona Heidern
- Love Heart
- Luong
- Mai Shiranui
- Mian
- Miss X (Iori Yagami con su apariencia femenina de SNK Gals Fighters)[20]
- Mui Mui
- Nakoruru
- Shermie
- Skullomania (de Fighting EX Layer, en apariencia femenina)[21]
- Sylvie Paula Paula
- Terry Bogard (en apariencia femenina)
- Thief Arthur (de Million Arthur)[22]
- Yuri Sakazaki
- Jeanne (de World Heroes)[23]
- Zarina

## Desarrollo
El videojuego fue anunciado por NIS America y SNK en enero de 2018, para las consolas PlayStation 4 y Nintendo Switch. La versión del juego para Nintendo Switch se lanzará tanto en formato físico como digital, mientras que los usuarios de PlayStation 4 podrán adquirirlo de manera digital, ya que solo se pondrá a la venta una cantidad limitada de ediciones físicas.
El último personaje en ser anunciado para el juego fue una versión femenina de Terry Bogard, protagonista de la saga Fatal Fury y uno de los personajes principales de The King of Fighters.
El juego fue lanzado para PlayStation 4 y Nintendo Switch en septiembre de 2018; SNK buscó un gráficos y desempeño equivalente en ambas consolas. La edición limitada para ambas plataformas incluyó como material adicional un libro de arte, dos discos compactos con la banda sonora original, una playera y una gorra con el diseño «Fatal Cutie».  El juego fue publicado para arcade en octubre de 2018 y para PC en febrero de 2019.

## Recepción

### Crítica
SNK Heroines: Tag Team Frenzy recibió críticas mixtas por parte de la prensa, consiguiendo una calificación promedio en Metracritic de 60/100 en PlayStation 4 y de 61/100 en Nintendo Switch.

### Ventas
En su semana debut en el mercado japonés, el juego vendió más de 15 000 unidades. En PlayStation 4 se vendieron 10 018 copias, mientras que en Switch fueron 5 493.